# W-Tower
W-Tower (hebr. מגדל W) – wieżowiec w osiedlu Park Cammeret we wschodniej części miasta Tel Awiw, w Izraelu.

## Historia
We wrześniu 2002 zatwierdzono plan budowy nowoczesnego osiedla Park Tzameret, w skład którego miało wejść 12 mieszkalnych drapaczy chmur. Kompleks mieszkalny był wzorowany na podobnych projektach realizowanych w Londynie i Paryżu. Budowa wieżowców rozpoczęła się w 2005.

## Dane techniczne
Budynek ma 46 kondygnacji i wysokość 156,4 metrów.
Wieżowiec wybudowano w stylu modernistycznym. Wzniesiono go z betonu. Elewacja jest wykonana w kolorze białym.

## Wykorzystanie budynku
Wieżowiec jest wykorzystywany jako luksusowy budynek mieszkalny. W budynku mieści się 168 apartamentów mieszkalnych oraz podziemny parking dla samochodów.